# Observatoire David Dunlap
Pour les articles homonymes, voir Dunlap et DDO.
L'observatoire David Dunlap (David Dunlap Observatory ou DDO en anglais) est un observatoire astronomique situé au Canada, à Richmond Hill, au nord de l'agglomération de Toronto, en Ontario. L'observatoire est aujourd'hui propriété de la ville de Richmond Hill qui en a fait un musée à la fois scientifique et historique. L'instrument le plus important est un télescope au miroir de diamètre 1,88 m, qui fut en son temps le deuxième plus grand télescope au monde, et qui demeure à ce jour le plus grand du Canada. Il y a bien d’autres télescopes dans ce musée, dont un radiotélescope. La tradition de recherche de l'observatoire est perpétuée par l'Institut Dunlap d'Astronomie & d'Astrophysique, une antenne de l'université de Toronto créée en 2008.
Inauguré en 1935, il fut conçu par l'astronome canadien Clarence Augustus Chant. Il porte le nom de l'avocat et entrepreneur David Alexander Dunlap qui finança sa réalisation ; après sa mort en 1924, sa veuve Jessie travailla avec Chant pour mener à bien son projet. 
Cet observatoire a permis d'importantes recherches, notamment les premières mesures de distance d'amas globulaires, qui ont fourni la première preuve directe que Cygnus X-1 était un trou noir, ou la découverte que l’Étoile polaire se stabilisait et ne pouvait plus être classée parmi les Céphéides. Mais le site, à trop faible altitude (275 m), entouré d'une zone urbaine dense, a beaucoup perdu de son intérêt pour l'astronomie optique, compte tenu notamment de la multiplication des observatoires à travers le monde. Le 31 juillet 2019, le DDO a été classé Lieu historique national du Canada.

## Genèse

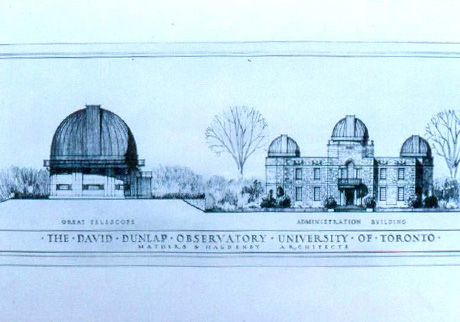
Esquisse de l'observatoire David Dunlap.

L'observatoire doit son existence aux efforts d'un seul homme, Clarence Chant, ancien étudiant en physique de Harvard et fonctionnaire local qui s'était inscrit à la  Société d'Astronomie et de Physique de Toronto en décembre 1892, dont il devint le président en 1904. Tout au long des années 1890, Chant s'affaira à améliorer l'enseignement de l'astronomie à l'université, parvenant en 1904 à ouvrir les premiers cours de maîtrise.
Il chercha ensuite à doter l'établissement d'un télescope. L'université utilisait jusque là celui de l'Observatoire magnétique et météorologique de Toronto, construit en 1840, un télescope Cooke de 152 mm ; mais cet observatoire était à présent cerné par les nouveaux immeubles de l'université, et l’Institut Météorologique vendait les locaux à l'université. Chant conclut que le campus n'était plus propice aux observations astronomiques, et il se mit à prospecter des terrains plus éloignés. Au cours de ses recherches, il apprit qu'une société de Cleveland (Ohio), Warner & Swasey, avait assuré la construction de l'observatoire du Dominion d'Ottawa. Enfin, en 1910, Chant opta pour un terrain de 4 ha, initialement prévu pour étendre l'hôpital, mais la guerre de 1914 éclata avant que les transactions puissent aboutir. Ce n'est qu'à l'issue d'une conférence donnée en 1924, que Chant parvint à convaincre un couple de millionnaires canadiens, les Dunlap, de financer la construction d'un nouvel observatoire.

## Construction

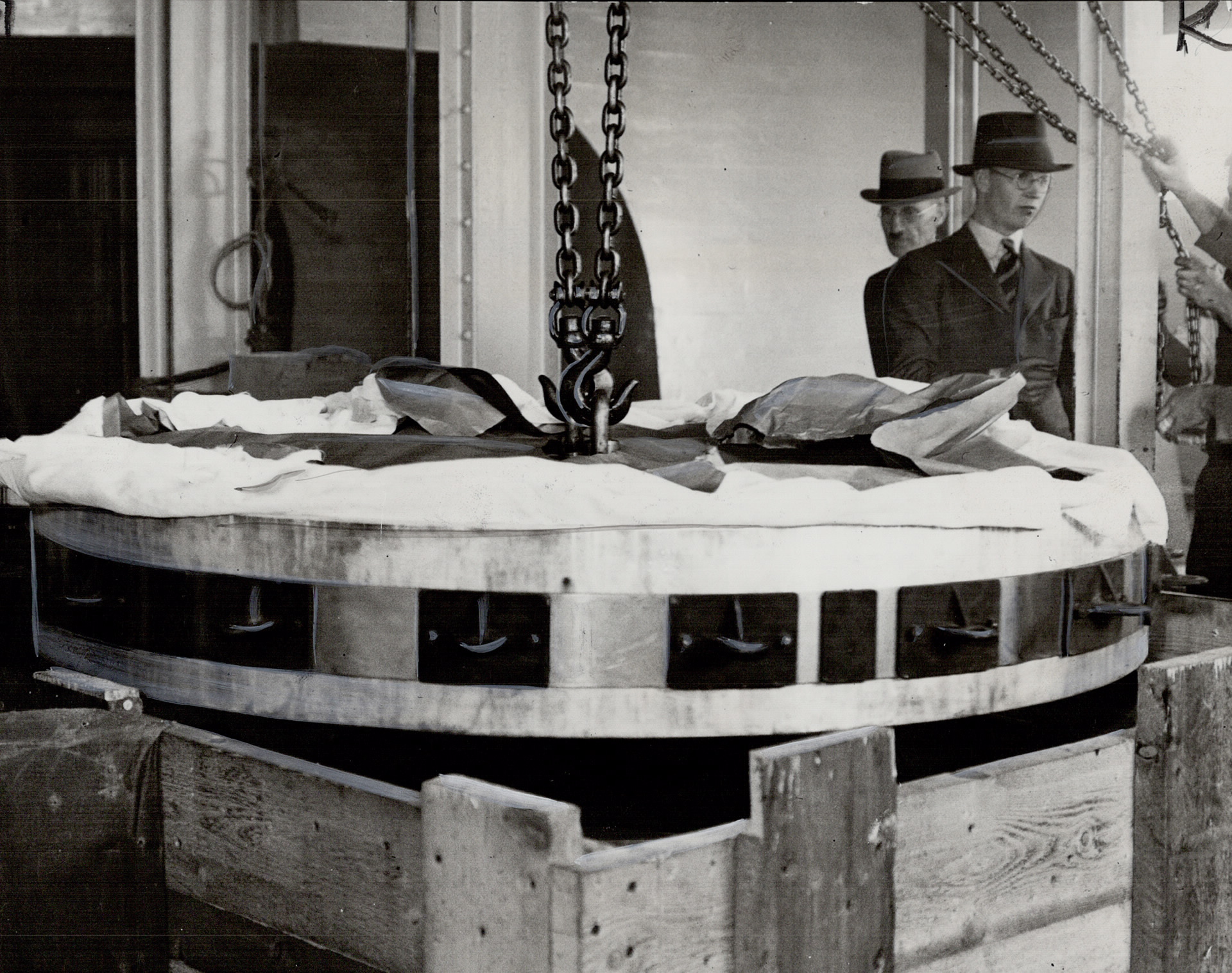
Installation du miroir

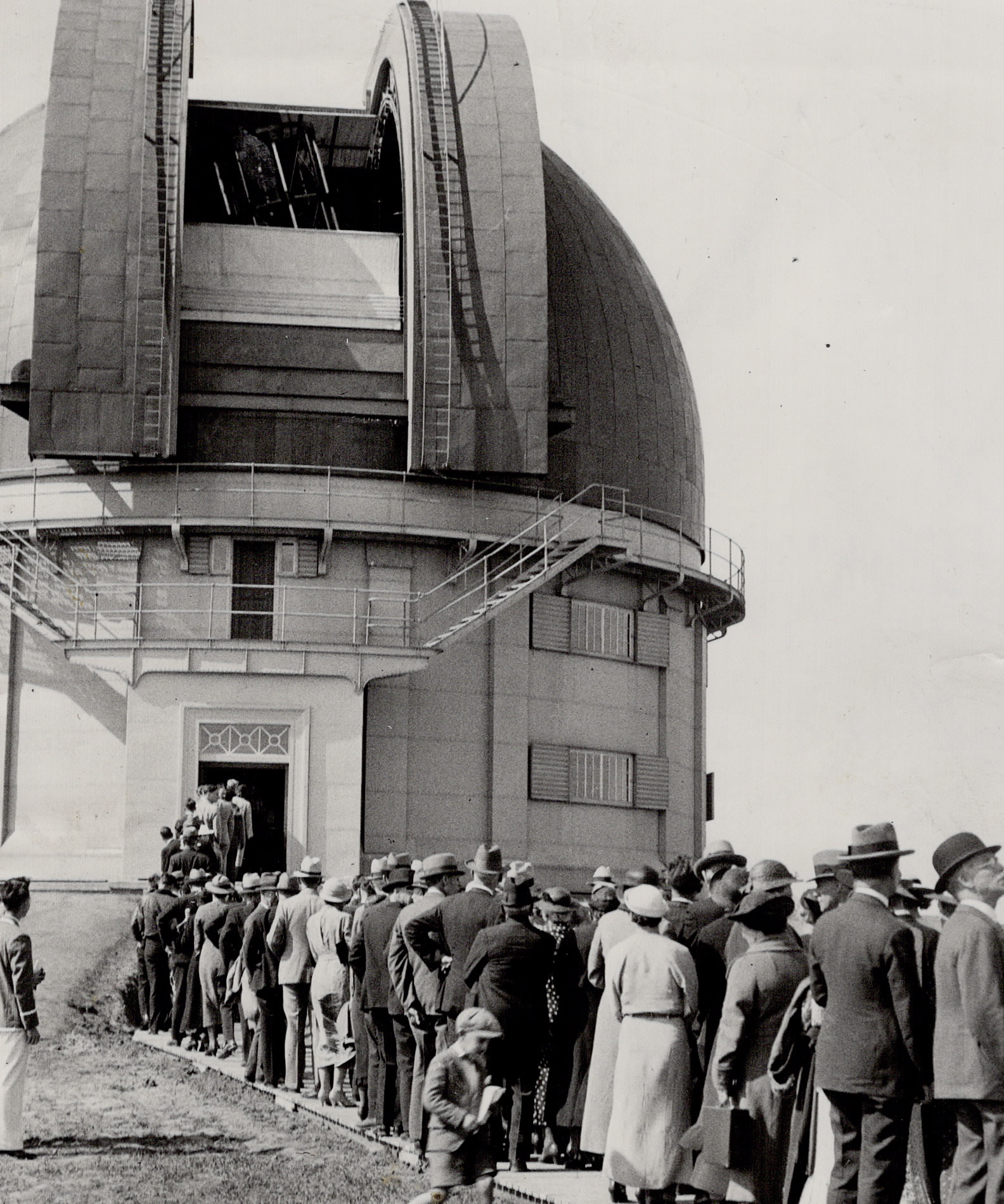
Visiteurs pour l’inauguration du nouveau télescope (31 mai 1935).

Chant passa immédiatement commande d'un télescope : ce fut un instrument Grubb, Parsons & Co. de 1 900 mm, d'ouverture, alors le second plus grand télescope au monde, derrière celui de l'observatoire du Mont Wilson (2 540 mm). Quant à la construction de l'observatoire , la fabrication de la coupole en bronze de 18,60 m de diamètre fut confiée également à Grubb & Parsons en 1932. Les bureaux, situés à une centaine de mètres de la coupole, furent confié au cabinet d'architectes Mathers & Haldenby. Le miroir en verre Pyrex était fourni par Corning Inc., et issu de la même coulée que celle destinée au miroir du télescope de 5 080 mm du mont Palomar. Chant et la veuve Dunlap assistèrent en personne à la coulée de cette pièce à Corning (New York) en juin 1933. Le miroir, une fois trempé, fut expédié dans les ateliers Grubb-Parsons de Newcastle pour y être poli. Le télescope put être assemblé dans les délais prévus, à savoir une livraison, au mois de mai 1935.
L'inauguration eut lieu le 31 mai 1935, jour anniversaire des 70 ans de Chant : l'astronome royal Frank Dyson et l'ex-Premier Ministre William Lyon Mackenzie King, prononcèrent un discours lors de la cérémonie. Chant annonça sa retraite et déménagea dans une ancienne ferme annexée à l'observatoire, construite en 1864 pour Alexander Marsh au sud des locaux administratifs. Au mois de mai 1939, le train qui emmenait le roi George VI et la reine-mère Elisabeth pour leur tour protocolaire du Canada s'arrêta à la gare voisine pour permettre la visite du plus grand télescope du commonwealth.

## Recherches

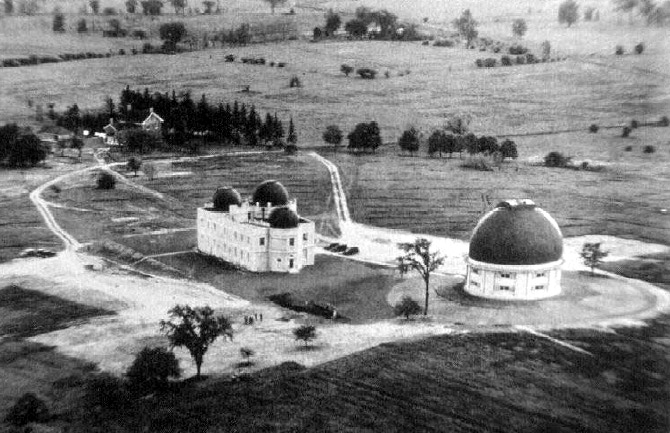
L'observatoire en 1935.

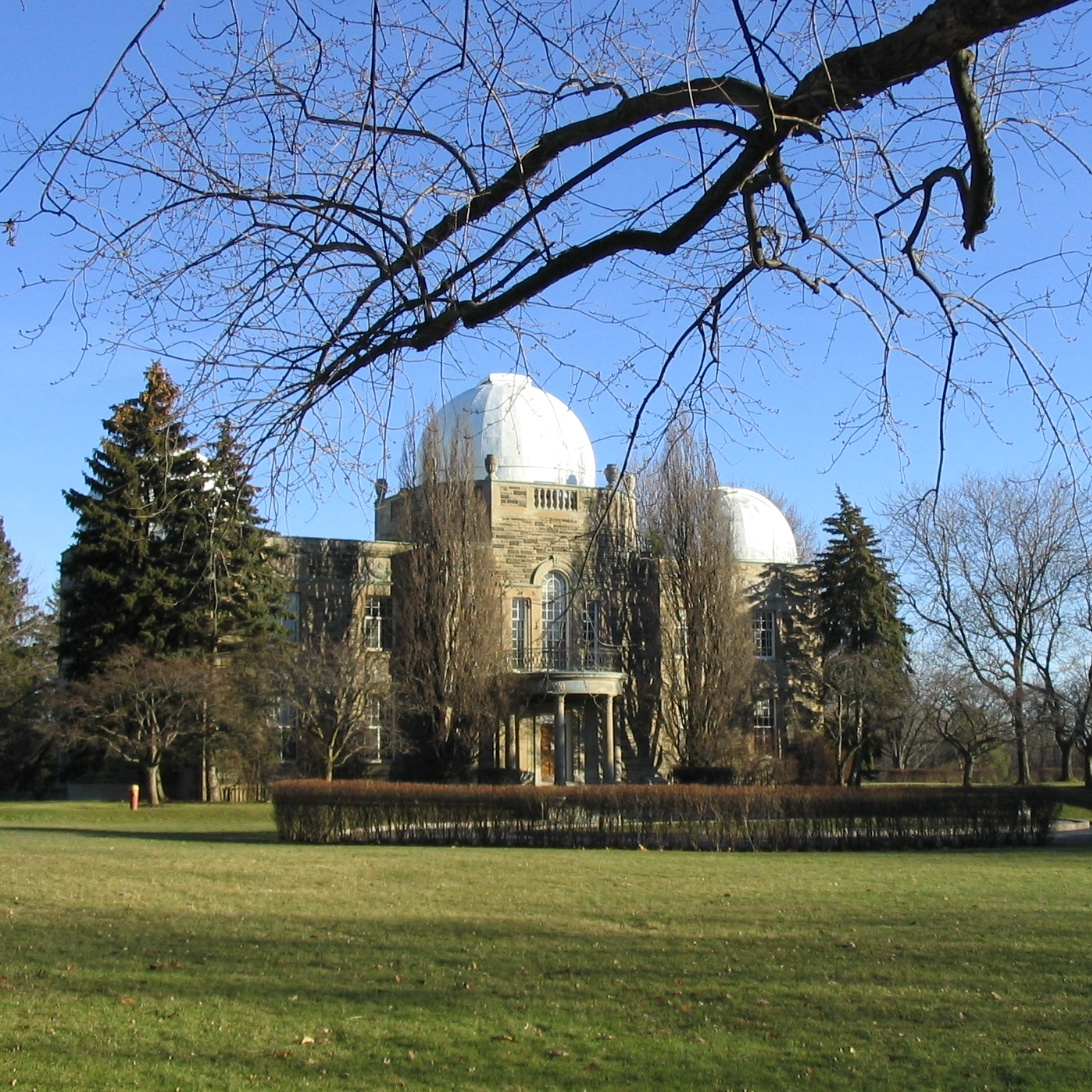
L'immeuble de bureau et ses deux télescopes au dernier étage.

De 1946 à 1951, l'observatoire fut dirigé par le mari d'Helen Sawyer Hogg, astronome qui s'est consacrée à l'estimation de la distance des amas globulaires, et qui est l'auteur d'un important catalogue d'étoiles variables dans les amas stellaires. Elle tint de 1951 à 1981 une rubrique astronomique,  With the Stars, pour le Toronto Star. Sidney van den Bergh a publié une base de données des galaxies naines (« Catalogue de l'observatoire David Dunlap ») en 1959 et 1966.
Donald MacRae a fait aménager, avec le concours du Département de génie électrique de l'université de Toronto, une station de radioastronomie (1956) qui a permis de mesurer en 1963 le rayonnement absolu de Cassiopée A sur la fréquence de 320 MHz, qui est un étalon radiométrique. <l(obdsrvatoire disposait également d'un radiotélescope de 18 m de diamètre dans Algonquin Park (nord de l'Ontario). Les coupes budgétaires entraînèrent l'abandon de cet instrument en 1991, revendu à un groupe industriel impliqué dans un programme SETI, le programme TARGET.